# (58466) Santoka
(58466) Santoka est un astéroïde de la ceinture principale.

## Description
(58466) Santoka est un astéroïde de la ceinture principale. Il fut découvert le 23 juillet 1996 à Kuma Kogen par Akimasa Nakamura. Il présente une orbite caractérisée par un demi-grand axe de 2,38 UA, une excentricité de 0,20 et une inclinaison de 2,8° par rapport à l'écliptique.

## Compléments